# Hydetown
Hydetown es un borough ubicado en el condado de Crawford en el estado estadounidense de Pensilvania. En el año 2000 tenía una población de 605 habitantes y una densidad poblacional de 108 personas por km².

## Geografía
Hydetown se encuentra ubicado en las coordenadas 41°39′8″N 79°43′33″O / 41.65222, -79.72583.

## Demografía
Según la Oficina del Censo en 2000 los ingresos medios por hogar en la localidad eran de $34,563 y los ingresos medios por familia eran $42,188. Los hombres tenían unos ingresos medios de $26,389 frente a los $17,417 para las mujeres. La renta per cápita para la localidad era de $14,891. Alrededor del 12.8% de la población estaba por debajo del umbral de pobreza.